# Lista orașelor din Angola

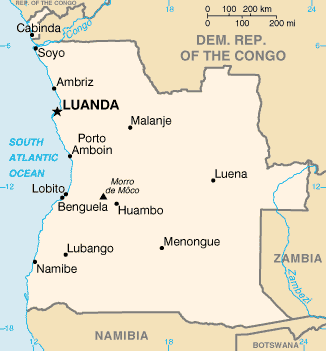
Harta Angolei

Aceasta este o listă de orașe din Angola.
- Ambriz
- Andulo
- Bibala
- Benguela
- Caála
- Cabinda
- Caluquembe
- Camacupa
- Caxito
- Chibia
- Chissamba
- Cuchi
- Cuima
- Dondo
- Gabela
- Ganda
- Gunza
- Huambo
- Jamba
- Kuito
- Lubango
- Lobito
- Luacana
- Luanda (capitala)
- Luau, Cuanza Sul
- Luau, Moxico
- Lucapa
- Luena
- Malanje
- M'banza-Kongo
- Menongue
- Munhango
- Namibe
- N'dalatando
- N'zeto
- Ondjiva
- Porto Amboim
- Saurimo
- Soyo
- Sumbe
- Tomboa
- Uíge
- Viana
- Waku-Kungo